# أندي كولينز (رسام)
أندي كولينز (بالإنجليزية: Andy Collins)‏ هو رسام أمريكي، ولد في 1971.